# Andre Holmes
Andre Holmes (Hoffman Estates, 16 giugno 1988) è un giocatore di football americano statunitense che milita nel ruolo di wide receiver per i Buffalo Bills della National Football League (NFL). Al college giocò a football con gli Hillsdale Chargers.

## Carriera professionistica

### Minnesota Vikings
Holmes firmò il 27 luglio 2011 come free agent con i Minnesota Vikings, dopo non esser stato scelto al draft NFL 2011. Dopo la pre-stagione il 29 agosto venne svincolato.

### Dallas Cowboys
Il 5 settembre firmò con la squadra di allenamento dei Dallas Cowboys, il 9 dicembre venne promosso in prima squadra firmando un contratto triennale del valore di 1,395 milioni di dollari. Durante un allenamento si infortunò al tendine del ginocchio saltando le ultime quattro partite della stagione regolare. Chiuse il suo primo anno senza scendere in campo. Debuttò come professionista il 5 settembre 2012 contro i New York Giants. Il 24 novembre venne svincolato, per poi rifirmare 3 giorni dopo con la squadra di allenamento. Chiuse la stagione giocando 7 partite di cui nessuna da titolare, 2 ricezioni per 11 yard.

### New England Patriots
L'8 gennaio 2013, Holmes firmò con la squadra di allenamento dei New England Patriots durante i playoff. Il 13 maggio venne svincolato.

### Oakland Raiders
Tre giorni dopo firmò un contratto di due anni del valore di 1,2 milioni di dollari con i Raiders. Il 27 luglio venne squalificato per le prime quattro partite della stagione regolare per uso di sostanze non regolari per la NFL. Nella settimana 10 contro i New York Giants recuperò un importante fumble sulle 27 yard avversarie, ritornandolo per 22 yard (nell'azione successiva i Raiders segnarono un TD). Il 15 dicembre, durante la gara contro i Kansas City Chiefs segnò il suo primo touchdown della carriera su un lancio di 6 yard del quarterback Matt McGloin, poco dopo una spettacolare ricezione di 22 yard a una sola mano e senza una scarpa. Chiuse la stagione giocando 10 partite di cui 4 da titolare, 25 ricezioni per 431 yard con un TD.
Holmes segnò il primo touchdown del 2014 nella settimana 4 a Londra contro i Dolphins e altri due dopo due settimane contro i San Diego Chargers. La sua annata si chiuse guidando i Raiders con 693 yard ricevute e al secondo posto con 4 TD su ricezione.

### Buffalo Bills
Il 18 marzo 2017, Holmes firmò con i Buffalo Bills.

## Statistiche
| Partite totali         | 63    |
| Partite da titolare    | 20    |
| Yard su ricezione      | 1.462 |
| Touchdown su ricezione | 12    |

Statistiche aggiornate alla stagione 2016